# Tempio di Ain Dara

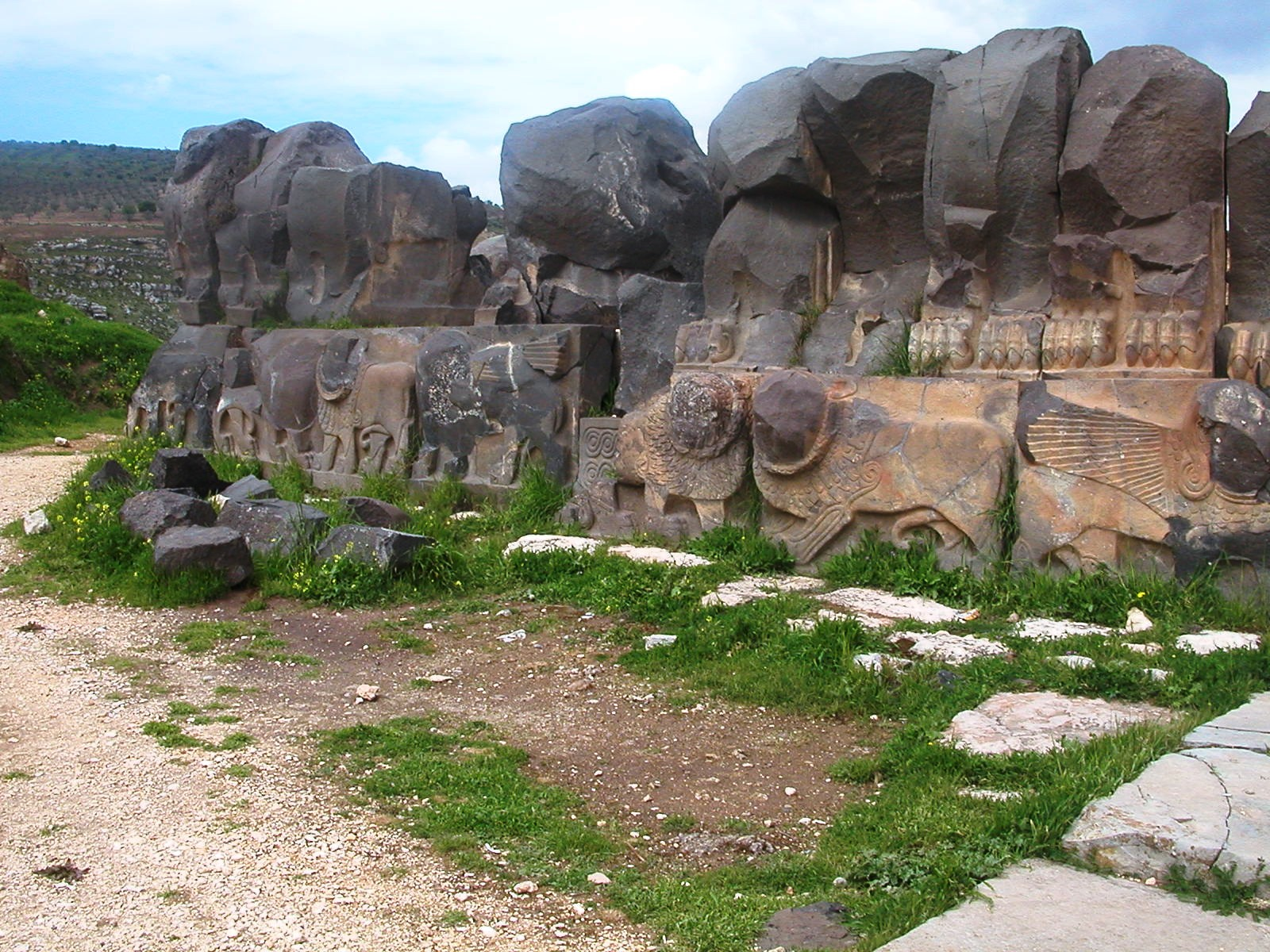
Resti del tempio di Ain Dara

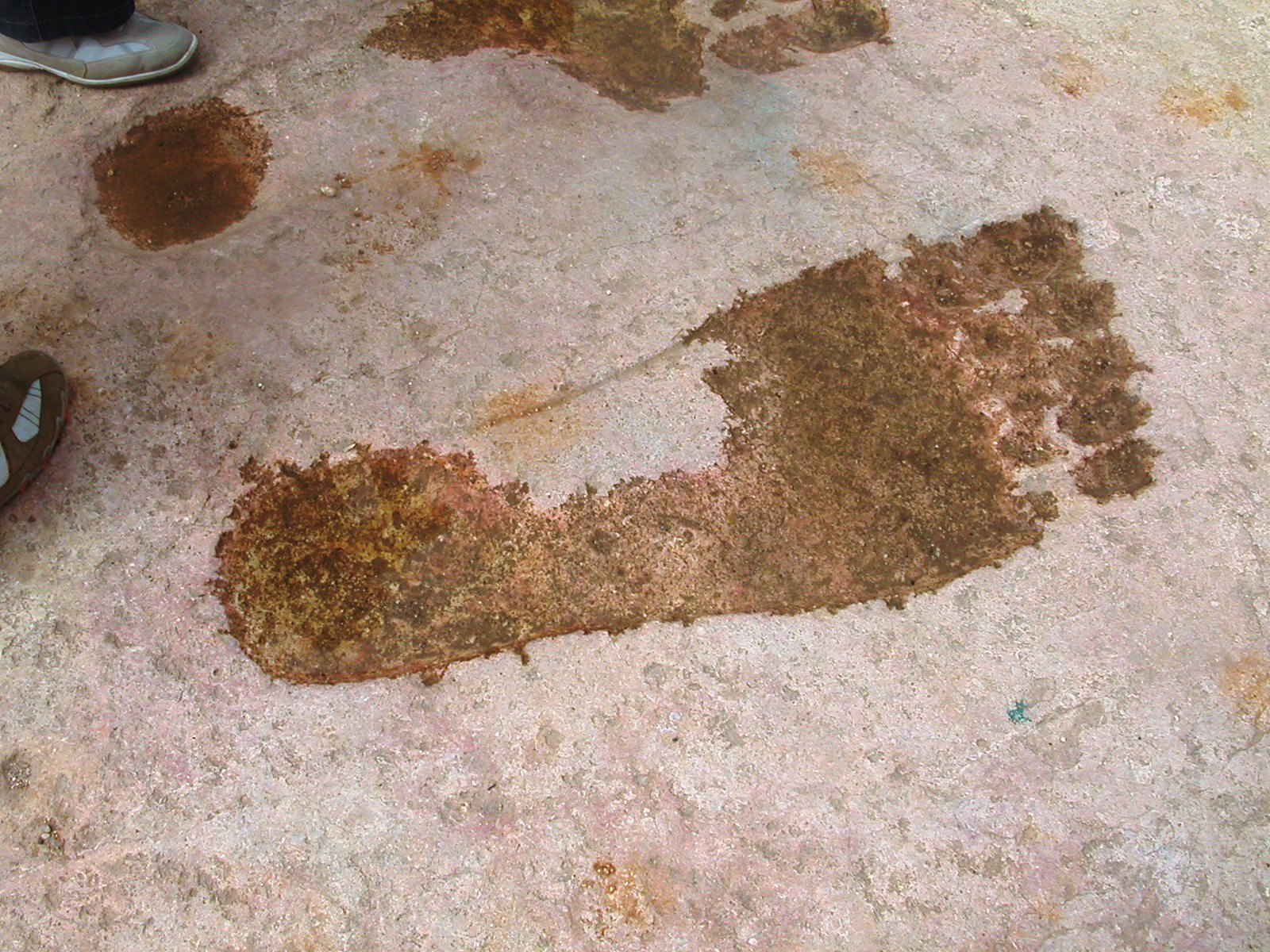
Una delle impronte della dea scolpite nel pavimento del tempio.

Il tempio di Ain Dara è un tempio ittita dell'età del ferro, costruito attorno al 1300 a.C. e utilizzato sino al 740 a.C., ed eretto sessanta chilometri a nord-ovest di Aleppo, in Siria, nella fertile valle di Afrin. Una strada conduce a nord attraverso la valle da Aleppo, passando per la cittadina di Dar Taizzah e il monastero di San Simeone. Il tempio, dedicato alla dea Ishtar (o alla sua omologa ittita Shaushka), si trova su di un'altura che domina sulla sottostante città di Ain Dara. Il tempio è peculiare per le numerose somiglianze con il tempio di Salomone descritto nella bibbia. Le sculture conservatesi raffigurano leoni e sfingi, comparabili ai cherubini del Primo tempio ebraico; le grandi impronte dei piedi della dea sono scolpite nel pavimento.
Nel 1955 fu casualmente ritrovato un leone monumentale in basalto, ma gli scavi avvennero tra il 1980 e il 1985. Si tratta di un tempio a pianta rettangolare orientato verso sud-est. La prima fase (1300-1000 a.C.) vide una struttura larga 20 metri e lunga 30 metri, composta da portico, anticamera (pronaos) e camera (naos). Nella seconda fase (1000-900 a.C.) furono aggiunte lastre in basalto a foderare il portico e i passaggi tra portico e anticamera e tra questa e la camera. Nella terza fase (900-740 a.C.) fu aggiunto un ambulacro tutto intorno al tempio, ottenuto estendendo la piattaforma su cui era stato edificato inizialmente il tempio.
Il tempio conserva le fondamenta in calcare e alcune lastre di basalto; è andata persa la sovrastruttura in mattoni di fango, probabilmente coperta da pannelli in legno. La facciata e le mura interne sono decorate da altorilievi raffiguranti creature mitiche

## Storia
Alla fine del XIII secolo a.C., il grande impero degli Ittiti crollò. I grandi sconvolgimenti politici di questo periodo spiegano la distruzione delle città-stato dell'Età del Bronzo di Ugarit e Alalakh, che si trovavano nella sfera di influenza ittita. I piccoli stati  siro-ittiti che si formarono successivamente e le cui rovine possono essere localizzate nel nord della Siria e dell'Anatolia includono Samʼal, Karkemish, Karatepe e Ain Dara. Nei tre centri di potere citati, i palazzi erano decorati con rilievi e sculture, mentre ad Ain Dara il tempio era particolarmente elaborato.
Nel IX secolo, Ain Dara si trovava all'interno del piccolo regno aramaico di Bet Agusi (in assiro: Unqi), la cui capitale Kinalua (Kunalua) è associata a Tell Ta'yinat sull'Oronte (vicino ad Antiochia). Con l'avanzata del  Impero Assiro verso ovest, il tempio fu distrutto. Secondo un'iscrizione, il re assiro Salmanassar III (858-824) conquistò la città fortificata di Mu-ú-ru e la trasformò in una fortezza. Il sito è localizzato come Ain Dara sulla base della sua posizione, dei reperti di scavo e del nome Dārā, che potrebbe essere una forma semitica del toponimo hurritico Mudra/u.
La piccola città di Gindaros, fondata su una collina di insediamento più antica all'inizio del periodo ellenistico, nel III e II secolo a.C., è stata assegnata a tre diversi siti nella Valle di Afrin dopo la valutazione delle fonti antiche, fra cui forse Ain Dara. In ogni caso, uno strato di Ain Dara conteneva resti di epoca seleucide (dalla fine del IV al I secolo a.C.). In questo periodo la città era circondata da un muro di fortificazione alto due metri. Non sono emersi reperti di epoca romana.
Lo strato di terra sovrastante, spesso un metro, suggerisce che Ain Dara era disabitata fino al periodo islamico. Alcuni piccoli ritrovamenti si susseguono a partire dal VII secolo, e il sito fu continuamente colonizzato fino al periodo ottomano, nel XVI secolo. Uno strato più ampio, risalente al IX-XII secolo, conteneva monete, masserizie e attrezzi agricoli. A parte il tempio esposto, pochi resti antichi di altri edifici sopravvivono sul tumulo dell'insediamento e sulla città bassa nella pianura a est, che fu chiusa nel periodo aramaico.
Nel 1954 un pastore scoprì un leone di basalto in una buca sul tumulo. Nel 1956 sono iniziati gli scavi che hanno portato alla luce la base del tempio del X/IX secolo. Dopo una lunga interruzione, Ali Abou Assaf, direttore del Servizio siriano per le antichità a Damasco, ha continuato gli scavi dal 1980 al 1985.
Il tempio è stato preso di mira dagli attacchi aerei turchi durante l'offensiva militare turca su Afrin nella guerra civile siriana il 26 gennaio 2018, con il 60% del sito distrutto, secondo le stime dell'Osservatorio siriano per i diritti umani. Secondo un osservatore e il governo siriano, il bombardamento turco ha anche danneggiato gravemente il sito.

## Descrizione
Si divise lo sviluppo del tempio in tre fasi di costruzione. Il tempio più antico, risalente alla fine dell'Età del Bronzo, corrispondeva nella sua pianta a quanto segue. Si trattava di un tempio in antis su una piattaforma di calcare con due colonne all'ingresso, un vestibolo rettangolare trasversale dal quale tre gradini conducevano alla sala principale e una cella rialzata da un podio. Nella seconda fase costruttiva furono introdotti elementi decorativi in basalto, tra cui le monumentali stele figurative e le lastre a rilievo presentate alla base. È stato creato un contrasto  tra la pietra calcarea chiara degli elementi statici e gli ornamenti scuri in basalto della facciata. Nella terza fase, la prima età del ferro, fu aggiunto un deambulatorio a colonne su tre lati, ortostati di leoni e sfingi e decorazioni a protome intorno all'esterno.
Con la sua struttura tripartita, il tempio si inserisce nella tradizione dei templi a casa lunga sviluppati in Siria nel III millennio a.C.. La struttura del tempio corrisponde al tipo di casa ittita della Bit Hilani, con una cella quadrata di 16,7 × 16,8 metri. Il tempio sorgeva su una terrazza artificiale di 32 × 38 metri ricoperta da rilievi di sfingi e leoni. Una scalinata larga 11 metri conduceva al cortile esterno, fino ai gradini d'ingresso di un portico sorretto da colonne. Sui due gradini sono incise tre impronte, lunghe circa un metro, come segno dell'ingresso della dea Ištar nel tempio e della sua presenza in esso. Impronte di questo tipo sono note nel subcontinente indiano, ma sono estremamente rare in Medio Oriente. Ai lati delle scale, due sfingi salutavano i fedeli. Dopo il vestibolo, due colossali leoni di basalto fiancheggiavano l'ingresso della sala principale. Come le impronte, anche la divinità raffigurata nella cella era più grande di un essere umano. Intorno alla cella alla base c'era una fascia di rilievi, alta 58 centimetri, che mostrava divinità montane, ibridi umano-animali e dignitari che alzavano le mani in segno di adorazione. Sembrano atlanti senza nulla da trasportare. Secondo questa concezione, essi si assunsero il compito di innalzare la cella, in quanto luogo in cui si manifestano gli dei, al di sopra del regno terreno, nel cielo e nella residenza degli dei.
Con il termine "dio della montagna" non si intende una divinità in trono su una montagna, ma una montagna sacra e venerata. La montagna era rappresentata come una figura umana, vestita fino alla vita con un gonnellino a squame, con i piedi visibili. Alla base, queste figure appaiono al centro di un gruppo di tre. Sulla testa portano una calotta conica con tre-cinque paia di corna.
Il tempio era probabilmente dedicato a Ištar, divinità della montagna della Siria settentrionale. È stata rinvenuta una sola raffigurazione della dea stessa (rilievo del "guerriero Ištar"), ma i suoi attributi sfinge e leone sono numerosi, così come quelli del dio della montagna, degli uomini-toro e delle persone con la testa d'aquila. I rilievi meglio conservati si trovano oggi al Museo Nazionale di Aleppo. Le sculture monumentali in basalto presenti sul sito sono gravemente danneggiate a causa di un'estesa scagliatura causata dagli agenti atmosferici.